# Guy Claisse
Guy Claisse (Parigi, 13 febbraio 1934 – Landerrouet-sur-Ségur, 4 novembre 2016) è stato un giornalista e scrittore francese.

## Biografia
Guy Claisse ha studiato al Lycée Jacques-Decour di Parigi. Si è diplomato al Centre de formation des journalistes nel 1955. Infine, ha ottenuto il certificato di studi letterari generali.
Nel 1956, Guy Claisse fece il servizio militare in Germania quando scoppiò la crisi del Canale di Suez. Cinquant'anni dopo, racconta questa storia in Suez 56: Un appelé sur le Canal.
Guy Claisse ha iniziato la sua carriera come redattore presso l'Agence Centrale de Presse, per la quale ha lavorato dal 1958 al 1962. Dal 1960 al 1962, alla fine della guerra d'Algeria, ha lavorato come corrispondente di guerra a Tunisi. Dal 1962 al 1969 Guy Claisse è diventato redattore politico per Europe 1. Dal 1970 al 1972 è stato capo del servizio politico e poi vice caporedattore del programma radiofonico Information Première. Durante questo periodo, è stato il produttore dello spettacolo politico francese À Arms equales. Questo programma prodotto da Igor Barrère è stato trasmesso sul primo canale dell'ORTF dal 17 febbraio 1970, alle 21:00. Dal 1972 al 1976 è stato capo della sezione francese de L'Express. Dal 1977 al 1983 è stato a capo del servizio politico di Le Matin de Paris, quotidiano lanciato da Claude Perdriel (direttore del Nouvel Observateur). Divenne poi caporedattore, poi, dal 1983 al 1985, direttore editoriale. Volendo mantenere per Le Matin de Paris, la sua indipendenza di spirito nei confronti della maggioranza, decide di lasciare il giornale quando arriva la notizia del suo arrivo alla testata del quotidiano, di Max Gallo, portavoce del governo.
Dal 1985, Guy Claisse si apre a nuovi orizzonti. Prima di tutto, si è rivolto al cinema ed è diventato amministratore delegato di Camémas Continentales, una società di coproduzione, produzione delegata, esportazione e vendita internazionale. Nel 1987 è editorialista cinematografico su France Inter. Poi si dedica al vino e diventa enologo. Dal 1987 al 2002 ha posseduto e gestito Château Lassime, nella regione di Bordeaux. Dal 1989 al 2002 è stato amministratore del Syndicat de l'Entre-Deux-Mers. La denominazione di Entre-Deux-Mers offre ai vigneti di Bordeaux la giustificazione di una cultura ancestrale della vite e di un patrimonio storico.
Nel 1990 è diventato il primo presidente dell'associazione L'Écran Réolais, responsabile della gestione del Cinéma Rex a La Réole. Lo rimarrà fino al 2005, anni durante i quali prenderà parte anche alla creazione e all'amministrazione dell'Association des Cinémas de Proximité de la Gironde.
Guy Claisse era un membro dell'Association Française de Science Politique. Questa associazione è impegnata nello sviluppo e nella promozione delle scienze politiche come disciplina.
Guy Claisse si è sposato nel luglio 1958 con Élizabeth Konowaloff (deceduta nel 2004), dalla quale ha avuto una figlia, Virginie. Si è risposato nell'ottobre 2014 con Danielle Mougenot.

## Filmografia - Attore
Numéros Zéros, documentario di Raymond Depardon, girato presso la sede del Matin a Parigi nel 1977, Prix Georges-Sadoul 1979. Raymond Depardon filma i preparativi per il primo numero del programma Le Matin de Paris.